# Batillaria
Batillaria é um género de gastrópode  da família Batillariidae.
Este género contém as seguintes espécies:
- Batillaria attramentaria (G. B. Sowerby I, 1855)
- Batillaria australis (Quoy & Gaimard, 1834)
- Batillaria bornii (Sowerby II, 1887 in 1842-87)
- Batillaria estuarina (Tate, 1893)
- Batillaria flectosiphonata Ozawa, 1996
- Batillaria multiformis (Lischke, 1869)
- Batillaria mutata (Pilsbry & Vanatta, 1902)
- Batillaria sordida Gmelin, 1791
- Batillaria zonalis (Bruguière, 1792)